# عتيلة (الحيمة الخارجية)

تعديل مصدري - تعديل

عتيلة هي إحدى قرى عزلة سهام بمديرية الحيمة الخارجية التابعة لمحافظة صنعاء، بلغ تعداد سكانها 40 نسمة حسب تعداد اليمن لعام 2004.